# شاشة الاختبار
شاشة الاختبار أو نمط الاختبار هو اختبار إشارة التلفاز، خاصتاً عندما يكون البث في أوقات الإرسال النشطة مع عدم وجود برامج يتم بثها.

استُخدمت مع بثوث التلفاز المبكرة، شاشة الإختبار كان أصلها بطاقات بسيطة بحيث وُجهت كاميرات التلفاز، وسمحت إلى تعديل بسيط في جودة الصورة. مثل بطاقات تستعمل أحياناً للمعايرات، المحاذات.